# Rio Suir
O rio Suir é um rio da República da Irlanda, que desagua no oceano Atlântico depois de banhar a cidade de Waterford e percorrer 183 km.